# 1952年オーストラリア選手権 (テニス)
1952年 オーストラリア選手権（1952ねんオーストラリアせんしゅけん、1952 Australian Championships）に関する記事。オーストラリア・アデレード市内にある「メモリアル・ドライブ・テニスクラブ」にて開催。

## 大会の流れ
- 男子シングルス・女子シングルスとも「32名」の選手による5回戦制で行われ、シード選手は8名であった。

## シード選手

### 男子シングルス
1. フランク・セッジマン　（準優勝）
2. ディック・サビット　（ベスト4）
3. メルビン・ローズ　（ベスト4）
4. ケン・マグレガー　（初優勝）
5. イアン・エアー　（ベスト8）
6. ケン・ローズウォール　（ベスト8）
7. ルー・ホード　（2回戦）
8. ドン・キャンディ　（ベスト8）

### 女子シングルス
1. ナンシー・ウィン・ボルトン　（ベスト4）
2. テルマ・コイン・ロング　（初優勝）
3. メアリー・ベヴィス・ホートン　（ベスト4）
4. ベリル・ペンローズ　（ベスト8）
5. ネル・ホール・ホップマン　（2回戦）
6. パム・サウスコム　（2回戦）
7. アン・シール　（ベスト8）
8. ヘレン・アングウィン　（準優勝）

## 大会経過

### 男子シングルス
準々決勝
- フランク・セッジマン vs.  ドン・キャンディ　7-5, 6-1, 6-4
- メルビン・ローズ vs.  ケン・ローズウォール　6-4, 6-4, 5-7, 2-6, 6-2
- ケン・マグレガー vs.  ジェフ・ブラウン　6-4, 6-2, 12-10
- ディック・サビット vs.  イアン・エアー　6-1, 6-4, 5-7, 4-6, 6-4

準決勝
- フランク・セッジマン vs.  メルビン・ローズ　6-2, 6-4, 6-2
- ケン・マグレガー vs.  ディック・サビット　6-4, 6-4, 3-6, 6-4

### 女子シングルス
準々決勝
- ナンシー・ウィン・ボルトン vs.  アリソン・ベーカー　6-1, 6-1
- ヘレン・アングウィン vs.  ベリル・ペンローズ　2-6, 6-1, 6-2
- メアリー・ベヴィス・ホートン vs.  メアリー・シュルツ　6-1, 6-3
- テルマ・コイン・ロング vs.  アン・シール　6-0, 4-6, 6-2

準決勝
- ヘレン・アングウィン vs.  ナンシー・ウィン・ボルトン　4-6, 6-4, 6-4
- テルマ・コイン・ロング vs.  メアリー・ベヴィス・ホートン　6-0, 7-5

## 決勝戦の結果
- 男子シングルス： ケン・マグレガー vs.  フランク・セッジマン　7-5, 12-10, 2-6, 6-2
- 女子シングルス： テルマ・コイン・ロング vs.  ヘレン・アングウィン　6-2, 6-3
- 男子ダブルス： フランク・セッジマン＆ ケン・マグレガー vs.  ドン・キャンディ＆ メルビン・ローズ　6-4, 7-5, 6-3
- 女子ダブルス： ナンシー・ウィン・ボルトン＆ テルマ・コイン・ロング vs.  メアリー・ベヴィス・ホートン＆ アリソン・ベーカー　6-1, 6-1
- 混合ダブルス： ジョージ・ワーシントン＆ テルマ・コイン・ロング vs.  トム・ウォーハースト＆ グウェン・シール　9-7, 7-5